# Cellule procaryote

Structure typique d'une cellule procaryote.

Les procaryotes (Prokaryota) sont des bactéries et des archées, comme les coques, les bacilles ou les spirilles. La plupart des procaryotes mesurent de 1 à 10 µm, mais leur taille peut varier de 0,2 µm (Mycoplasma genitalium) à 750 µm (Thiomargarita namibiensis). Ils possèdent une paroi cellulaire (polypeptides, polysaccharides) et un ADN circulaire généralement unique (de nombreux procaryotes ont plusieurs chromosomes comme Rhodobacter qui en possède deux ou Deinococcus qui en a quatre). Cet ADN est associé aux protéines HU et IHF. Les procaryotes possèdent également parfois des plasmides. À l'inverse du noyau chez les cellules eucaryotes, la cellule procaryote possède un filament d'ADN qui contient l'information génétique qui n'est protégée que par une membrane plasmique.
Les procaryotes étaient vus comme de simples sacs de cytosol, mais de nombreux niveaux de complexité structurelle ont été découverts depuis, comme la découverte du cytosquelette procaryote,, et la localisation spécifique de protéines dans le cytoplasme bactérien. Ces compartiments subcellulaires ont été nommés « hyperstructure bactériennes » (« bacterial hyperstructures » en anglais).
Les bactéries possèdent un chromosome sous forme de filament d’ADN, support de l’hérédité. Le chromosome bactérien est en général unique et circulaire. En plus de cet ADN génomique, les cellules bactériennes contiennent souvent des molécules d’ADN circulaire extra-chromosomiques appelées plasmides. Les cellules contiennent aussi de nombreux ribosomes permettant la synthèse protéique grâce au mécanisme de la traduction. Le cytosol des procaryotes contient souvent des substances intracellulaires de réserve qui sont des stocks de nutriments sous forme de glycogène, amidon ou poly-b-hydroxybutyrate (PBH). Certaines espèces de bactéries aquatiques possèdent des vésicules à gaz qui assurent la flottabilité des cellules. D’autres espèces, les bactéries magnétotactiques, ont la particularité de présenter un magnétosome.

## Paroi cellulaire

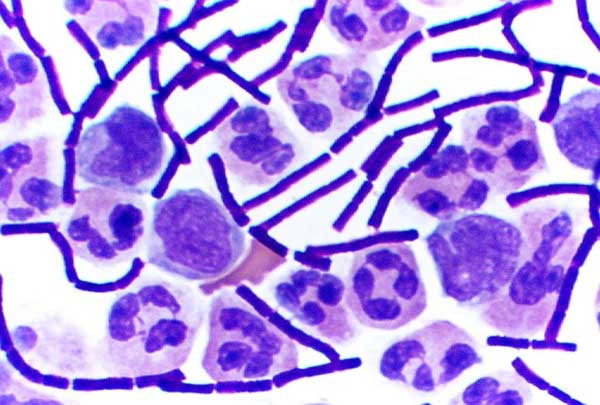
Bacillus anthracis (bâtonnets violets foncé, donc à Gram positif) se développant dans du liquide céphalorachidien.

Une caractéristique importante des bactéries est la paroi cellulaire. La paroi donne à la bactérie sa forme et la protège contre l’éclatement sous l’effet de la très forte pression osmotique du cytosol. Les bactéries peuvent être structuralement divisées en deux groupes : les bactéries à paroi unimembranée (ne contenant qu'une seule membrane, la membrane plasmique) et les bactéries à paroi bimembranée (constituée de deux membranes superposées, la membrane interne et la membrane externe). Les premières peuvent être appelées Unibacteria et les secondes Negibacteria. Cette structure peut être révélée par un simple test chimique, la coloration de Gram. Les unibactéries sont généralement à Gram positif alors que les négibactéries sont à Gram négatif.
La rétention du colorant par les bactéries à Gram positif est due à la possession d'un peptidoglycane (ou muréine) épais sur la face externe de la membrane plasmique, alors que les bactéries à Gram négatif présentent généralement un peptidoglycane fin localisé dans le périplasme entre les deux membranes de la paroi. Cependant ce critère empirique n'est pas parfait. En effet certaines unibactéries comme les mycoplasmes sont à Gram négatif à cause de l'absence de peptidoglycane dans leur paroi. De même les archébactéries, qui ont une structure unibactérienne, peuvent être à Gram négatif ou à Gram positif selon la composition et l'épaisseur de leur paroi (qui est le plus souvent un pseudopeptidoglycane). Certaines négibactéries sont également complètement dépourvues de peptidoglycane comme les planctobactéries.

## Génétique

### Matériel génétique
La plupart des bactéries possèdent un unique chromosome circulaire. Il existe toutefois de rares exemples de bactéries, comme Rhodobacter sphaeroides possédant deux chromosomes. Les bactéries du genre Borrelia ont la particularité d'avoir un génome linéaire et segmenté, ce qui est exceptionnel chez les procaryotes. La taille du génome peut être très variable selon les espèces de bactéries étudiées.
Le génome de la souche de Escherichia coli séquencé en 1997 est constitué de 4,6 Mpb (4 600 000 paires de bases), il code 4 200 protéines.
Le génome d’une autre souche de E. coli séquencé en 2001 comprend 5,5 Mpb codant 5 400 protéines. 

Certaines bactéries présentent un tout petit génome, comme la bactérie parasite Mycoplasma genitalium avec un génome de 580 000 paires de bases et la bactérie endosymbiotique d’insecte, Candidatus Carsonella ruddii avec un génome de seulement 160 000 paires de bases.
Au contraire, la bactérie du sol Sorangium cellulosum possède un génome constitué de 12 200 000 paires de bases.
Chose peu commune, les Spirochètes ainsi que des Streptomyces présentent la particularité d’avoir un chromosome linéaire. 
Les bactéries contiennent également souvent un ou plusieurs plasmides, qui sont des molécules d’ADN extra-chromosomique.
Ces plasmides peuvent conférer certains avantages aux bactéries, comme la résistance à des antibiotiques ou des facteurs de virulence. Les plasmides sont généralement des ADN double brin circulaire. Ils se répliquent indépendamment du chromosome.
Le chromosome bactérien peut d’autre part intégrer de l’ADN de virus bactérien (bactériophage).
Ces bactériophages peuvent contribuer au phénotype de l’hôte.
Par exemple, les bactéries Clostridium botulinum et Escherichia coli O157:H7 synthétisent une toxine codée par un gène qui provient d’un phage qui s’est intégré au génome de ces bactéries au cours de l’évolution.

### Variation génétique
Les bactéries sont des organismes asexués ; après la division bactérienne, les cellules filles héritent d’une copie identique du génome de leur parent. Cependant, toutes les bactéries sont capables d’évoluer par modification de leur matériel génétique causé par des recombinaisons génétiques ou des mutations. Les mutations (changements plus ou moins ponctuels et aléatoires de l'information génétique d'une cellule) proviennent d’erreur durant la réplication de l’ADN ou de l’exposition à des agents mutagènes. Le taux de mutation varie grandement selon les espèces ou les souches bactériennes.
Quelques bactéries peuvent également transférer du matériel génétique entre les cellules. Il existe trois mécanismes de transfert de gènes entre les cellules : la transformation, la transduction, et la conjugaison. 

Au cours de la transformation, c’est un plasmide qui est transféré dans la cellule bactérienne, alors qu’au cours de la transduction, le transfert d’ADN a lieu par l’intermédiaire d’un bactériophage. Au cours de la conjugaison, deux bactéries peuvent se rapprocher, grâce à des structures spéciales, les pili, et il y a alors un transfert d’ADN d’une bactérie à une autre. L’ADN étranger peut être intégré dans le génome et être transmis aux générations suivantes. Cette acquisition de gènes, provenant d’une bactérie ou de l’environnement, est appelé transfert horizontal de gènes (HGT pour horizontal gene transfer). Le transfert de gènes est particulièrement important dans les mécanismes de résistance aux antibiotiques.